# Lijst van afleveringen van MacGyver
Dit is een lijst van afleveringen van MacGyver, een actieserie rond de avonturen van een fictieve held.
MacGyver telt 7 seizoenen. Een overzicht van alle afleveringen is hieronder te vinden.

## Seizoen 1
Deze afleveringen beginnen met een kort introductieverhaal ("Opening Gambit") voorafgaand aan de eigenlijke aflevering.
1. Pilot - MacGyver wordt eropuit gestuurd om in een ondergronds laboratorium, waar zich een explosie heeft voortgedaan, ingesloten wetenschappers te redden en een lekkende tank met zwavelzuur te dichten.
2. The Golden Triangle - MacGyver moet een vat met chemisch afval bergen. Hij komt terecht in een gebied dat bekendstaat als de Gouden Driehoek, waar boeren onderdrukt worden om opium te verbouwen.
3. Thief of Budapest - MacGyver krijgt een horloge met een microfilm van een Russische spion die kort daarna overreden wordt. Een zigeunermeisje steelt vervolgens het horloge.
4. The Gauntlet - MacGyver moet een verslaggeefster uit Centraal-Amerika bevrijden van een wapenhandelaar.
5. The Heist - Als 60 miljoen dollar aan diamanten, bestemd voor een goed doel, wordt gestolen door een casino-eigenaar gaat MacGyver naar de Maagdeneilanden om ze terug te halen.
6. Trumbo's World - MacGyver en een vriend zijn op expeditie in de jungle en ontmoeten plantage-eigenaar Trumbo. Als MacGyver een groot leger mieren tegenkomt, moet hij met Trumbo alles doen om de plantage te redden van de mieren.
7. Last Stand - Op weg naar zijn vakantie neemt MacGyver een verkeerde afslag. Hij komt terecht op een klein vliegveldje waar iedereen wordt gegijzeld.
8. Hellfire - MacGyver gaat op bezoek bij een vriend die een oliebron heeft aangeboord. Als de boortoren ontploft en de oliebron in brand staat moeten ze het vuur onder controle krijgen.
9. The Prodigal - MacGyver helpt een man die wil getuigen tegen zijn broer. De moeder is stervende en hij wil haar bezoeken.
10. Target MacGyver - Als MacGyver een fabriek heeft opgeblazen stuurt de boze leider een huurmoordenaar naar MacGyver. MacGyver duikt onder bij zijn opa Harry van wie hij al jaren vervreemd is.
11. Nightmares - Als MacGyver enkele documenten heeft wordt hij door spionnen gedrogeerd. Hij heeft zes uur de tijd om de documenten terug te geven.
12. Deathlock - MacGyver en Pete zitten gevangen in een landhuis waar allemaal boobytraps zitten.
13. Flame's End - MacGyver krijgt van een oude vriendin een dringende oproep om te komen. Zij heeft ontdekt dat er uranium gestolen is uit de kerncentrale waar zij werkt.
14. Countdown - MacGyver en een Vietnam-vriend krijgen de opdracht een bom onschadelijk te maken die in een cruiseschip is geplaatst.
15. The Enemy Within - MacGyver moet een Russische overloper beschermen die KGB-agenten kan identificeren.
16. Every Time She Smiles - MacGyver zit in Bulgarije en wil vertrekken met een microfilm. Hij ontmoet Penny Parker die op de vlucht is voor haar minnaar. Ze stopt zijn juwelen in MacGyvers zak.
17. To Be A Man - MacGyver wordt neergeschoten boven Afghanistan. Op de vlucht voor het Russische leger komt hij terecht bij een Afghaanse vrouw en haar zoon.
18. Ugly Duckling - Een 15-jarig genie kraakt de computer van Defensie en vindt plannen voor een geleidesysteem voor een nieuwe raket. MacGyver moet haar nu beschermen tegen criminelen en het meisje een gevoel voor eigenwaarde geven.
19. Slow Death - De trein waar MacGyver in zit wordt gekaapt door een lokale stam. Zij eisen de mannen die hen slechte medicijnen hebben verkocht.
20. The Escape - MacGyver wordt gevraagd de broer van een meisje te redden uit een gevangenis.
21. A Prisoner of Conscience - MacGyver moet de dochter van een Russische overloper redden uit de gevangenis.
22. The Assassin - Een huurmoordenaar met de naam Piedra wil een aartsbisschop vermoorden. MacGyver probeert dit te verhinderen.

## Seizoen 2
1. The Human Factor - MacGyver moet een beveiligingssysteem van het defensielaboratorium testen. Eenmaal binnen lukt het een wetenschapper niet meer het beveiligingssysteem uit te zetten.
2. The Eraser - MacGyver gaat op zoek naar een man die de maffia heeft opgelicht. De maffia stuurt ook iemand.
3. Twice Stung - Als MacGyver en Pete een feestje organiseren voor Kelly, ontdekken ze dat hij zijn spaargeld kwijt is geraakt aan een oplichter. MacGyver gaat het geld terug proberen te krijgen.
4. The Wish Child - MacGyver haalt zijn Chinese vriend Paul op. Paul wordt ontvoerd door een zakenman die gelooft dat Paul het Wenskind is.
5. Final Approach - MacGyver stort neer met vier tieners. De tieners zijn erg tegendraads en koesteren wraakgevoelens voor elkaar. MacGyver probeert ze met elkaar te verzoenen.
6. Jack of Lies - MacGyver wordt door zijn vriend Jack Dalton gevraagd om een botanicus te redden. Gecompliceerder wordt het als blijkt dat het om hun vriendin Michelle (Mike) gaat.
7. The Road Not Taken - Pete gaat een oude vriendin redden, als MacGyver meegaat ontmoet hij zijn oude verloofde Debra.
8. Eagles - Als MacGyver aan het deltavliegen is, ziet hij hoe enkele jagers een zeldzame adelaar neerschieten. Hij spoort het gewonde dier op en probeert haar te beschermen tegen de jagers.
9. Silent World - Als de Phoenix Foundation een nieuwe raket test en deze wordt gestolen, gaat MacGyver naar een dove vriendin die hem naar de criminelen kan leiden.
10. Three for the Road - MacGyver ontmoet een echtpaar in een motel. MacGyver had van een spion een pakket moeten krijgen maar de maffia was hem voor. Wat hij niet weet is dat het pakketje in de auto van het echtpaar terecht is gekomen.
11. Phoenix Under Siege - Omdat MacGyver de kaartjes van de hockeywedstrijd op het kantoor heeft laten liggen gaat hij samen met opa Harry terug. Net op dat moment is een terrorist bezig een bom te plaatsen om het kantoor op te blazen.
12. Family Matter - Petes ex-vrouw en zoon worden gegijzeld door een agent die wraak wil nemen op Pete.
13. Soft Touch - Penny Parker is een bezorgster geworden van zingende telegrammen. Hierdoor wordt ze getuige van een marteling. MacGyver gaat op onderzoek.
14. Birthday - MacGyvers vistochtje wordt abrupt beëindigd als hij een hoogzwangere vrouw die op de vlucht is voor haar maffia-vriend, moet helpen.
15. Pirates - MacGyver helpt een archeologe die een Spaanse schat heeft ontdekt van moderne piraten die het ook op de schat hebben voorzien.
16. Out in de Cold - Op zijn skivakantie krijgt MacGyver onbedoeld geheime informatie.
17. Dalton, Jack of Spies - Jack Dalton sleept MacGyver weer in een van zijn avonturen.
18. Partners - Murdoc probeert MacGyver, Pete en Dalton te vermoorden.
19. Bushmaster - MacGyver moet een Amerikaanse piloot redden in Midden-Amerika.
20. Friends - MacGyver is jarig en er wordt een feestje gegeven. MacGyver blikt terug op zijn avonturen en overweegt de Phoenix Foundation te verlaten.
21. D.O.A.: MacGyver - MacGyver ontdekt terroristen die een aanslag willen plegen. Hij wordt ontdekt en weet op het nippertje te ontkomen. Maar hij heeft last van geheugenverlies.
22. For Love or Money - MacGyver moet een activist die in Tsjecho-Slowakije vastzit bevrijden.

## Seizoen 3
1. Lost Love deel 1 - MacGyver ziet toe op de beveiliging van een Chinees Kunstmuseum.
2. Lost Love deel 2 - MacGyver moet voor de Russen de Ming Draak stelen, als hij een vriendin terug wil zien.
3. Back from the Dead - MacGyver helpt Jimmy 'Eraser' Kendall uit de aflevering "the Eraser" tegen de maffia die hem herkend heeft.
4. Ghost ship - Op een expeditie om een stuk land van Alaska in kaart te brengen ontdekt MacGyver een spookschip met een verstekelinge. Ze is op de vlucht voor Bigfoot.
5. Fire and Ice - MacGyver onderzoekt een reeks juwelendiefstallen. Hij krijgt hulp van Nikki Carpenter, maar niet van harte.
6. GX-1 - MacGyver en Nikki moeten een onderdeel van een experimenteel vliegtuig uit handen van de Sovjets houden.
7. Jack in the Box - MacGyver probeert Jack Dalton van een corrupte sheriff te bevrijden. Maar Jack wil eerst 5 miljoen dollar terugvinden die zijn oom Charlie hem heeft nagelaten.
8. The Widowmaker - Als tijdens een bergbeklimmingstochtje Michelle "Mike" omkomt is MacGyver ontroostbaar. Nikki komt op bezoek maar ook Murdoc komt langs.
9. Hell Week - MacGyver komt langs bij zijn oude mentor. Op de school is de jaarlijkse wedstrijd deurblokkeren aan de gang.
10. Blow Out - Nikki ziet een aanslag op een postkantoor en wordt daardoor het volgende doel van de terroristen.
11. Kill Zone - Als een satelliet neerstort, sterven alle dieren in de omgeving van de crash. MacGyver ontdekt dat een wetenschapper een illegaal experiment uitvoert.
12. Early Retirement - Als tijdens het ontmantelen van een kernbom een ongeluk gebeurt en er drie mensen het leven laten, voelt Pete zich verantwoordelijk en gaat met pensioen.
13. Thin Ice - MacGyver valt in voor de coach van het ijshockeyteam. Hij probeert hen wat "team spirit" bij te brengen.
14. The Odd Triple - Als MacGyver thuiskomt staat Jack Dalton hem op te wachten. Hij heeft een klus, namelijk een paar juwelen vervoeren. De juwelen blijken gestolen.
15. The Negotiator - Een projectontwikkelaar wil een jachthaven gaan bouwen. Ze mogen pas beginnen als de Phoenix Foundation toestemming geeft. Terwijl MacGyver enkele onderzoeken doet stuurt de projectontwikkelaar een 'onderhandelaar' op MacGyver af.
16. The Spoilers - Een kluizenaar gaat op zoek naar de mensen die met giftig afval zijn hond hebben vermoord.
17. Mask of the Wolf - MacGyver en Jack Dalton helpen een oude indiaan op zoek naar een geheim masker voordat enkele huurlingen hen voor zijn.
18. Rock the Cradle - Jack Dalton vindt in zijn vliegtuig een baby met een briefje dat hij Jack Dalton jr. heet. Hij en MacGyver gaan op onderzoek.
19. The Endangered - MacGyver helpt een vriendin in een reservaat. Ze ontdekken enkele stropers die het nu ook op hen voorzien hebben.
20. Murderers' Sky - Wanneer een aanslag het leven kost van de directeur van een Amerikaans-Chinese rederij, moet MacGyver de opvolger beschermen.

## Seizoen 4
1. The secret of Parker House - MacGyver gaat samen met Penny Parker naar een huis dat zij van haar tante heeft geërfd. Er gebeuren vreemde dingen.
2. Blood Brothers - MacGyver keert terug naar zijn geboorteplaats om een tijdcapsule op te graven samen met 2 vrienden. Hierdoor komt een vervelende herinnering boven. Nog erger wordt het als de geschiedenis zich dreigt te herhalen.
3. The Outsiders - Als MacGyver een klapband krijgt en de macht over het stuur verliest wordt hij opgevangen door een amish-familie. De amish liggen in de clinch met een bouwbedrijf dat een weg door hun gebied wil aanleggen.
4. On a Wing and a Prayer - Centraal-Amerikaanse rebellen hebben Pete en zijn vriendin gevangen. MacGyver en Jack Dalton gaan hem redden. Het vliegtuig stort neer als ze nog in vijandelijk gebied zitten.
5. Collision Course - MacGyver helpt een vriend met een raceteam. Als de bestuurder een ongeluk krijgt neemt MacGyver het stuur over.
6. The Survivors - Op een veldtest komen MacGyver en Pete terecht bij een drugsbende.
7. Deadly Dreams - MacGyver is op zoek naar een ontsnapte moordenaar. Hij ontdekt dat de gevangene hulp had van een andere gevangene.
8. Ma Dalton - MacGyver en Jack Dalton gaan op zoek naar de moeder van Jack.
9. Cleo Rocks - Penny Parker kan doorbreken als danseres bij een theaterproductie. Het blijkt echter een plan te zijn om MacGyver en Pete uit de weg te ruimen.
10. Fraternity of Thieves - Petes zoon Micheal komt langs bij de Phoenix Foundation. Hij doet dit echter om geheime informatie te verzamelen.
11. The Battle of Tommy Giordano - MacGyver helpt een gescheiden moeder haar zoontje terug te krijgen van zijn maffiavader.
12. The Challenge - Een clubhuis dat wordt gerund door een zwarte vriend van MacGyver wordt bedreigd door een racist die zelfs moord niet schuwt.
13. Runners - MacGyver helpt een meisje dat op de vlucht is voor haar pooier en haar vader die bij de politie zit.
14. Gold Rush - MacGyver gaat met een Amerikaans/Sovjet-team op zoek naar een vliegtuig vol met goud.
15. The Invisible Killer - MacGyver gaat de wildernis in met enkele Phoenix Foundation-leden. Maar in de buurt is een bus met gevangenen verongelukt en zijn er gevangenen ontsnapt.
16. Brainwashed - Jack Dalton wordt gehersenspoeld om een Afrikaanse leider te doden.
17. Easy Target - MacGyver en Pete komen in contact met een groep terroristen die een naburige stad willen bestoken met een EMP-wapen.
18. Renegade - MacGyver moet een antraxbacterie terug krijgen van een Navy Seal.
19. Unfinished Business - De vrouw die MacGyver moest vermoorden is terug om af te maken waar ze aan begonnen was. Jack en Pete zijn het lokaas. Hierbij blikken ze terug op de avonturen die ze met MacGyver beleefd hebben.

## Seizoen 5
1. The Legend of the Holy Rose deel 1 - MacGyver gaat samen met een oude vriendin op zoek naar artefacten die nodig zijn om de Heilige Graal te vinden.
2. The Legend of the Holy Rose deel 2 - MacGyver is op zoek naar de Heilige Graal, maar ze zijn niet enige.
3. The Black Corsage - MacGyver, een premiejager en een buldog met de naam Frog zoeken een Bulgaarse overloper.
4. Cease Fire - Als tijdens de onderhandeling tussen twee landen, een sluipschutter een aanslag pleegt en MacGyver daarvan beschuldigd wordt, moet MacGyver vluchten.
5. Second Chance - MacGyver helpt samen met Jesse Colton in China een ziekenhuis op te zetten. Daarbij moeten ze het opnemen tegen criminelen die constant de voorraden roven.
6. Halloween Knights - Murdoc doet MacGyver een opmerkelijk voorstel. Hij vraagt zijn hulp voor het redden van zijn zus.
7. Children of Light - MacGyvers pleegdochter komt onverwachts uit China. Ze heeft belangrijk videomateriaal bij zich.
8. Black Rhino - MacGyver gaat naar Afrika waar hij samen met Billy Colton enkele stropers te lijf gaat.
9. The Ten Percent Solution - De Phoenix Foundation koopt een schilderij, als plotseling een man komt die zegt dat hij zijn schilderij is. MacGyver ontdekt een groep neonazi's die Amerika willen veroveren.
10. Two Times Trouble - MacGyver helpt een vriendin die zegt dat haar tweelingzus haar wil vermoorden. Maar de zaken liggen iets gecompliceerder.
11. The Madonna - Op kerstavond is er bij de kerk een Madonnabeeld gestolen.
12. Serenity - Als MacGyver uitgeput op de bank in slaap valt droomt hij dat hij een Burgeroorlogveteraan is die rustig op zijn ranch wil wonen. Maar buurman Thornton huurt Murdoc in om hem om te leggen.
13. Live and Learn - MacGyver helpt op een school om de bijna-uitvallers opnieuw te motiveren.
14. Log Jam - MacGyver helpt een milieuactivistische vriendin die een houtbedrijf beschuldigt van verduistering van hout aan de Japanse maffia.
15. The Treasure of Manco - MacGyver gaat op zoek naar een Incaschat voordat enkele guerrillero's hem vinden.
16. Jenny's Chance - MacGyver, Pete en Jack gaan undercover als computernerd, gokbaas en drugsdealer om een witwasser te ontmaskeren.
17. Deep Cover - Pete en MacGyver proberen een Phoenix-ingenieur te helpen die verleid is om een geheim apparaat aan enkele drugdealers te geven.
18. The Lost Amadeus - MacGyver wordt door een jonge vrouw meegesleurd om een kostbare viool uit de handen van enkele criminelen te houden.
19. Hearts of Steel - MacGyver ontmoet Lisa van de aflevering "Cease Fire" als haar vriendin ontvoerd is.
20. Rush to Judgement - Als MacGyver zijn juryplicht vervult kan hij het niet laten om meer over de zaak te weten te komen.
21. Passages - Tijdens het transport van een Egyptische kunstschat weet de dief de schat te stelen en MacGyver van een dak te gooien. Hierdoor heeft MacGyver een bijna-doodervaring. Hij ontmoet Harry en zijn ouders.

## Seizoen 6
1. Tough Boys - MacGyver grijpt in als een jeugdbende wel heel extreme acties onderneemt tegen het drugsprobleem.
2. Humanity - MacGyver wordt gevangengenomen door commando's die nog steeds loyaal zijn aan Ceauşescu.
3. The Gun - MacGyver gaat op zoek naar een pistool dat 20 jaar geleden is gebruikt en weer opduikt.
4. Twenty Questions - MacGyver helpt zijn vriendin Lisa met een drankprobleem. Ze wordt in verband gebracht met een serie inbraken.
5. The Wall - MacGyver herenigt een Oost-Duitse vrouw met haar opa. Wat MacGyver niet weet is dat 2 Stasi-agenten op zoek zijn naar het goud van de oude man.
6. Lesson in Evil - MacGyver moet getuigen tegen dr. Zito uit de aflevering "Deadly Dreams".
7. Harry's Will - MacGyver erft van opa Harry een auto. Er zijn echter meer mensen geïnteresseerd.
8. MacGyver's Women - MacGyver droomt weer over het Wilde Westen, waar hij 2 vrouwen probeert te beschermen.
9. Bitter Harvest - MacGyver gaat undercover om een landbouwer te ontmaskeren die illegale pesticiden gebruikt.
10. The Visitor - MacGyver ziet een ufo en gaat op onderzoek uit.
11. Squeeze Play - MacGyver helpt een honkbalspelersdochter tegen een vervalser die haar vaders spullen wil namaken.
12. Jerico Games - MacGyver ontmoet zijn vroegere jeugdliefde die nu getrouwd is met een rijke man die een sportfestijn sponsort.
13. The Wasteland - MacGyver probeert een projectontwikkelaar ervan te overtuigen dat zijn nieuwste project een ecologische ramp gaat veroorzaken. Maar de kinderen van de ontwikkelaar hebben hun eigen plannen.
14. Eye of Osiris - MacGyver gaat op zoek naar het oog van Osiris, maar de broer van Von Leer (uit "The Legend of the Holy Rose") zit er ook achteraan.
15. High Control - MacGyver helpt een net uit de gevangenis ontslagen vriend met de reclassering. Maar zijn maten zijn nog niet klaar met hem.
16. There but for the Grace - MacGyver doet onderzoek naar de dood van een priester.
17. Blind Faith - Een vriendin van Pete zoekt zijn hulp. Maar Pete merkt dat hij langzaam blind wordt.
18. Faith, Hope & Charity - Als MacGyver in een wolvenklem is getrapt wordt hij opgevangen door dames die de namen Hope en Faith dragen.
19. Strictly Business - Murdoc wil weer terug naar zijn huurmoordenaarsbestaan, hiervoor moet hij eerst MacGyver uit de weg ruimen.
20. Trail of Tears - Een elektriciteitsbedrijf wil een hoogspanningslijn aanleggen door een door indianen als heilig beschouwd gebied. Een indiaan neemt maatregelen.
21. Hind-Sight - Terwijl Pete op een operatie wacht blikt hij met MacGyver terug op hun avonturen.

## Seizoen 7
1. Honest Abe - MacGyver wordt op weg naar de bar mitswa van zijn petekind meegenomen door de door opa Abe, die een helikopter wil verkopen aan Caribische terroristen.
2. The 'Hood - MacGyver verhuist naar een nieuwe buurt nadat zijn woonboot is verwoest door brand.
3. Obsessed - Als de Phoenix Foundation de bescherming regelt voor het proces van een dictator, ziet MacGyver Murdoc steeds weer opduiken.
4. The Promotheus Syndrome - Een pyromaan heeft het voorzien op enkele vrienden van MacGyver.
5. The Coltons - Een aflevering die centraal staat om de drie premiejagende broers Colton, hun moeder en de hond Frog.
6. Walking Dead - MacGyver helpt zijn buurvrouw tegen een Haïtiaanse groep die een studente in een zombie hebben veranderd.
7. Good Knight MacGyver deel 1 - MacGyver heeft zijn stamboom laten onderzoeken. Door een klap op zijn hoofd komt hij in de middeleeuwen terecht bij Koning Arthur en zijn tovenaar Merlijn.
8. Good Knight MacGyver deel 2 - MacGyver gaat samen met Merlijn op zoek naar Morgana die Cecila gevangenhoudt. -In deze aflevering komen de kijkers erachter wat de voornaam van MacGyver is-
9. Deadly Silents - MacGyver helpt een stommefilmacteur zijn films te bergen.
10. Split Decision - MacGyvers oude vriend Earl (zie "High Control") vraagt hem te coachen met boksen, want de voogdij van Earls dochter staat op het spel.
11. Gunz 'n Boyz - MacGyver helpt op de Challenger Club, waar een wapenhandelaar zijn wapens aan de kinderen verkoopt.
12. Off the Wall - MacGyver helpt zijn buurjongen met het verhuizen van zijn oma.
13. The Stringer - Mei Jan (Zie "Children of the Light") is terug uit China. Dan komt er een jongen tevoorschijn die de zoon van MacGyver blijkt te zijn.
14. The Mountain of Youth - MacGyver en Jack Dalton gaan naar de vallei waar de Fontein der Jeugd te vinden is.

## Films
Er zijn ook 2 MacGyver-films gemaakt
1. MacGyver and the Treasure of Atlantis - MacGyver gaat samen met zijn oude archeologieleraar op zoek naar de schat van Atlantis. Maar een verzamelaar is ook geïnteresseerd in de schat.
2. MacGyver and the Trail to Doomsday - MacGyver is uitgenodigd bij een vriend. Als zijn vriend gedood wordt gaat hij op onderzoek en ontdekt een geheim complex waar nucleaire wapens gefabriceerd worden.